# Acyl-CoA-Synthetase
Acyl-CoA-Synthetasen, auch Acyl-CoA-Ligasen genannt, sind Enzyme, die Fettsäuren „aktivieren“, durch Thioveresterung an Coenzym A. Dies ist der erste Schritt des Fettsäurestoffwechsels, so dass Fettsäuren an katabolischen und anabolischen Stoffwechselwegen teilnehmen können. Dazu gehören z. B. die Synthese von Triacylglycerin, Phospholipiden, Plasmalogenen, Sphingolipiden, der Abbau von Fettsäuren zur Energiegewinnung, die Umwandlung in Alkohole oder Aldehyde, die Verlängerung von Fettsäuren, das Einfügen und Entfernen von Doppelbindungen oder die kovalente Bindung an Proteine.
Die Mitglieder dieser Familie aktivieren hauptsächlich Fettsäuren, aber es gibt auch Mitglieder, die stattdessen andere Substrate aktivieren, wie AACS, das die Ketocarbonsäure Acetessigsäure aktiviert, oder ACSF3, das die Dicarbonsäuren Malonsäure und Methylmalonsäure aktiviert.

## Reaktion
Acyl-CoA-Synthetasen katalysieren die Fettsäureaktivierung, die aus 2 Schritten besteht. Zunächst findet eine ATP-abhängige Adenylierung und Freisetzung von Pyrophophaten statt:
Im zweiten Schritt verdrängt CoA-SH die Adenylatgruppe, die als AMP freigesetzt wird, und bildet eine Thioesterbindung mit dem Substrat:
Die Gesamtgleichung dieser ablaufenden Reaktionen ist somit:

## Mitglieder
| Symbol                                              | Name                                            | Lokalisierung                           | EC-Nummer                                     | Bevorzugtes Substrat                                          | Produkt                                 | Enzymdefekt                                          | Prävalenz                               |
| Kurzkettige Acyl-CoA-Synthetase-Familie             | Kurzkettige Acyl-CoA-Synthetase-Familie         | Kurzkettige Acyl-CoA-Synthetase-Familie | Kurzkettige Acyl-CoA-Synthetase-Familie       | Kurzkettige Acyl-CoA-Synthetase-Familie                       | Kurzkettige Acyl-CoA-Synthetase-Familie | Kurzkettige Acyl-CoA-Synthetase-Familie              | Kurzkettige Acyl-CoA-Synthetase-Familie |
| --------------------------------------------------- | ----------------------------------------------- | --------------------------------------- | --------------------------------------------- | ------------------------------------------------------------- | --------------------------------------- | ---------------------------------------------------- | --------------------------------------- |
| ACSS1                                               |                                                 | Mitochondrium                           | EC 6.2.1.1 EC 6.2.1.17                        | Acetat                                                        | Acetyl-CoA                              |                                                      |                                         |
| ACSS2                                               |                                                 | Cytosol                                 | EC 6.2.1.1 EC 6.2.1.17                        | Acetat                                                        | Acetyl-CoA                              |                                                      |                                         |
| ACSS3                                               |                                                 | mitochondriale Matrix                   | EC 6.2.1.1 EC 6.2.1.17                        | Propionat                                                     | Propionyl-CoA                           |                                                      |                                         |
| Mittelkettige Acyl-CoA-Synthetase-Familie (C6-C10)  |                                                 |                                         |                                               |                                                               |                                         |                                                      |                                         |
| ACSM1                                               |                                                 | mitochondriale Matrix                   | EC 6.2.1.2 EC 6.2.1.25                        |                                                               |                                         |                                                      |                                         |
| ACSM2A                                              |                                                 | Mitochondrium                           | EC 6.2.1.2 EC 6.2.1.25                        |                                                               |                                         |                                                      |                                         |
| ACSM2B                                              |                                                 | Mitochondrium                           | EC 6.2.1.2 EC 6.2.1.25                        |                                                               |                                         |                                                      |                                         |
| ACSM3                                               |                                                 | Mitochondrium                           | EC 6.2.1.17 EC 6.2.1.2                        |                                                               |                                         |                                                      |                                         |
| ACSM4                                               |                                                 | Mitochondrium                           | EC 6.2.1.2                                    |                                                               | Decanoat-CoA (vorausgesagt)             |                                                      |                                         |
| ACSM5                                               |                                                 | Mitochondrium                           | EC 6.2.1.2                                    |                                                               |                                         |                                                      |                                         |
| ACSM6                                               |                                                 | Mitochondrium                           | EC 6.2.1.2                                    |                                                               |                                         |                                                      |                                         |
| Langkettige Acyl-CoA-Synthetase-Familie             |                                                 |                                         |                                               |                                                               |                                         |                                                      |                                         |
| ACSL1                                               |                                                 |                                         | EC 6.2.1.15 EC 6.2.1.24 EC 6.2.1.3            |                                                               |                                         |                                                      |                                         |
| ACSL3                                               |                                                 |                                         | EC 6.2.1.15 EC 6.2.1.2 EC 6.2.1.3             | Myristat, Arachidonat, Eicosapentaenoat                       |                                         |                                                      |                                         |
| ACSL4                                               |                                                 | Peroxisom                               | EC 6.2.1.15 EC 6.2.1.3                        | Arachidonat                                                   |                                         | Intellektuelle Entwicklungsstörung, X-chromosomal 63 |                                         |
| ACSL5                                               |                                                 |                                         | EC 6.2.1.15 EC 6.2.1.3                        |                                                               |                                         |                                                      |                                         |
| ACSL6                                               |                                                 |                                         | EC 6.2.1.15 EC 6.2.1.3                        |                                                               |                                         |                                                      |                                         |
| Sehr langkettige Acyl-CoA-Synthetase-Familie (>C22) |                                                 |                                         |                                               |                                                               |                                         |                                                      |                                         |
| SLC27A1                                             |                                                 | Plasmamembran                           | EC 6.2.1.15 EC 6.2.1.3                        |                                                               |                                         |                                                      |                                         |
| SLC27A2                                             |                                                 | Endoplasmatisches Retikulum, Peroxisom  | EC 6.2.1.15 EC 6.2.1.24 EC 6.2.1.3 EC 6.2.1.7 | Langkettige, verzweigtkettige und sehr langkettige Fettsäuren | Acyl-CoA-Ester                          |                                                      |                                         |
| SLC27A3                                             |                                                 |                                         | EC 6.2.1.15 EC 6.2.1.3                        |                                                               |                                         |                                                      |                                         |
| SLC27A4                                             |                                                 | Peroxisom                               | EC 6.2.1.15 EC 6.2.1.3                        |                                                               |                                         | Ichthyose-Frühgeborenen-Syndrom                      |                                         |
| SLC27A5                                             |                                                 | Endoplasmatisches Retikulum             | EC 6.2.1.3 EC 6.2.1.7                         |                                                               |                                         |                                                      |                                         |
| SLC27A6                                             |                                                 |                                         | EC 6.2.1.15 EC 6.2.1.3                        |                                                               |                                         |                                                      |                                         |
| Kaugummi-Acyl-CoA-Synthetase-Familie                |                                                 |                                         |                                               |                                                               |                                         |                                                      |                                         |
| ACSBG1                                              | Acyl-CoA-Synthetase-Kaugummi-Familienmitglied 1 |                                         | EC 6.2.1.3                                    |                                                               |                                         |                                                      |                                         |
| ACSBG2                                              | Acyl-CoA-Synthetase-Kaugummi-Familienmitglied 2 | Cytosol, Mitochondrium                  | EC 6.2.1.15 EC 6.2.1.3                        | Arachidonat                                                   |                                         |                                                      |                                         |
| Andere Acyl-CoA-Synthetasen                         |                                                 |                                         |                                               |                                                               |                                         |                                                      |                                         |
| AACS                                                | Acetoacetyl-CoA-Synthetase                      | Cytosol (vorausgesagt)                  | EC 6.2.1.16                                   | Acetoacetat (vorausgesagt)                                    | Acetoacetyl-CoA (vorausgesagt)          |                                                      |                                         |
| ACSF2                                               | Acyl-CoA-Synthetase-Familienmitglied 2          | Mitochondrium                           | EC 6.2.1.2                                    |                                                               |                                         |                                                      |                                         |
| ACSF3                                               | Acyl-CoA-Synthetase-Familienmitglied 3          | Mitochondrium                           | EC 6.2.1.76                                   | Malonat, Methylmalonat, Lignocerat                            | Malonyl-CoA, Methylmalonyl-CoA          | Kombinierte Malon- und Methylmalonazidurie (CMAMMA)  | 1: 30.000                               |
| AASDH                                               | Aminoadipat-Semialdehyd-Dehydrogenase           |                                         | EC 6.2.1.-                                    |                                                               |                                         |                                                      |                                         |